# Phare d'East Snake Caye

Le phare de East Snake Caye (en espagnol : Faro de Cayo Hunting) est un phare actif situé sur la caye East Snake, dans la District de Toledo au Belize.

## Histoire
La caye East Snake est une petite île du golfe du Honduras située au nord-ouest de Punta Gorda. Elle est l'une des quatre îles de Sanke Cayes. Le phare actuel a remplacé l'ancien sur la même position mis en service en 1915 pour aider la navigation de nuit des pêcheurs locaux.

## Description
Ce phare est une tour métallique pyramidale à claire-voie, avec une galerie et une lanterne de 15 m de haut. La tour est peinte en blanc. Il émet, à une hauteur focale d'environ 20 m, un éclat blanc par période de 3 secondes. Sa portée est de 13 milles nautiques (environ 24 km).
Identifiant : ARLHS : BLZ-005 - Amirauté : J5972 - NGA : 110-16392 .

### Lien connexe
- Liste des phares du Belize